# Trưng Trắc (xã)
Trưng Trắc là một xã thuộc huyện Văn Lâm, tỉnh Hưng Yên, Việt Nam.

## Địa lý
Xã Trưng Trắc nằm giữa Quốc lộ 5 và sông Bắc Hưng Hải, có vị trí địa lý:
- Phía đông giáp với xã Lạc Hồng
- Phía tây giáp xã Nghĩa Trụ ranh giới tự nhiên là sông Bắc Hưng Hải
- Phía nam giáp huyện Yên Mỹ và xã Vĩnh Khúc
- Phía bắc giáp xã Tân Quang và xã Đình Dù.

Xã Trưng Trắc có diện tích 4,92 km², dân số năm 2019 là 11.078 người, mật độ dân số đạt 2.250 người/km².

## Hành chính
Xã Trưng Trắc được chia thành 6 thôn: Ngọc Lịch, Mộc Ty, Nhạc Lộc, Trai Túc, Tuấn Dị, An Lạc.

## Lịch sử
Trước đây, Trưng Trắc là một xã thuộc huyện Mỹ Văn.
Ngày 24 tháng 7 năm 1999, Chính phủ ban hành Nghị định 60/1999/NĐ-CP về việc chia huyện Mỹ Văn thành 3 huyện: Mỹ Hào, Văn Lâm và Yên Mỹ. Xã Trưng Trắc trực thuộc huyện Văn Lâm.
Ngày 31 tháng 7 năm 2020, Bộ Xây dựng ban hành Quyết định 1005/QĐ-BXD công nhận khu vực phát triển đô thị trung tâm huyện Văn Lâm (gồm thị trấn Như Quỳnh và 5 xã: Đình Dù, Lạc Đạo, Lạc Hồng, Tân Quang, Trưng Trắc) được công nhận là đô thị loại IV.

## Giao thông
Xã Trưng Trắc có hệ thống giao thông rất thuận lợi do nằm chạy dài dọc theo quốc lộ 5. Xã Trưng Trắc cách trung tâm Hà Nội 21 km theo Quốc lộ 5, cách thành phố Hưng Yên 37 km theo tỉnh lộ 200 và quốc lộ 39. Các trục giao thông chính của xã:
- Quốc lộ 5: Hà Nội đi Hải Phòng chạy qua xã
- Tỉnh lộ 376: ngã tư khu công nghiệp Phố Nối A (Trưng Trắc) đi tới các huyện Yên Mỹ, Ân Thi, Tiên Lữ,...
- Tỉnh lộ 207B: nối xã Trưng Trắc với tỉnh lộ 207 tại xã Long Hưng, huyện Văn Giang
- Đường huyện 13 (trước là tỉnh lộ 206): Từ Trưng Trắc đi tỉnh lộ 385 tại xã Lạc Đạo, hiện đang kéo dài ĐH13 đến tỉnh Bắc Ninh giao với tỉnh lộ 283 tại xã Ngũ Thái, thị xã Thuận Thành.
- Hệ thống xe buýt: 40, 202, 205, 208,...

## Văn hóa
Chùa Vĩnh Thái là ngôi chùa cổ được xây dựng vào năm 1054 (thời Lý) ở thôn Ngọc Lịch thờ Bóng Bà. Theo truyền thuyết Bóng Bà là người có tài, giỏi ca hát lại có hiếu. Di tích được Bộ văn hóa thông tin xếp hạng cấp quốc gia năm 1999.